# Полные кавалеры ордена Славы (Башкортостан)

Список граждан Башкортостана, удостоенных звания Полный кавалер ордена Славы .

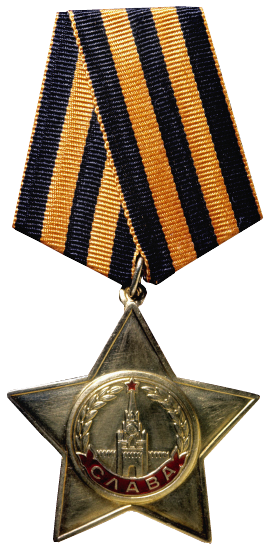
Орден славы I степени

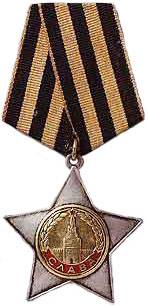
Орден славы II степени

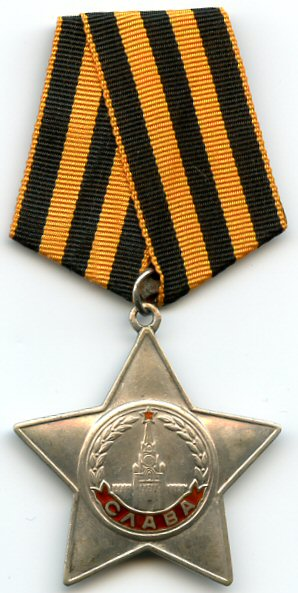
Орден славы III степени

В списке представлены все лица, в том числе удостоенные 4 орденов Славы.
Кавалеры ордена Славы трёх степеней — рядовые и сержантский состав Красной Армии (в авиации — и младшие лейтенанты), награждённые орденом Славы трех степеней.
Орден учрежден в 1943 года; награждение последовательное (3-й, 2-й, 1-й степ.). Полными Кавалерами ордена славы стали 39 уроженцев Башкортостана и призванных из Башкортостана.
- Абдрахманов, Ханиф Хазигалеевич р.1926 нагр. 1953
- Алибаев, Адигам Галеевич 1925—1951 нагр. 1945
- Анпилогов, Поликарп Иванович р.1923 нагр. 1945
- Банников, Василий Васильевич 1925—1951 нагр. 1946
- Браун, Николай Варфоломеевич 1925—1997 1946
- Бродовиков, Геннадий Матвеевич р.1916 ?
- Валишин, Аглиулла Хисматович 1922—1961 нагр. 1945
- Варфоломеев, Василий Михайлович р.1923 нагр. 1945
- Газизов, Мустафа Шакирович р.1923 нагр. 1944
- Дьячков, Александр Васильевич 1921—1965 нагр. 1959
- Едрёнкин, Михаил Акимович 1923—1972 нагр. 1945
- Зарипов, Зиннур Зарипович р.1915 нагр. 1945
- Зотов, Виктор Никифорович р.1925 нагр. 1945
- Киняшов, Михаил Александрович р.1924 нагр. 1945
- Костин, Яков Дмитриевич р.1924 нагр. 1945
- Кузнецов, Александр Павлович 1923—1979 нагр. 1945
- Кузнецов, Григорий Тимофеевич 1916-47 нагр. 1945
- Ларин, Юрий Анатольевич 1922—1981 нагр. 1945
- Малахов, Михаил Андреевич р.1923 нагр. 1984
- Маннанов, Шакир Фатихович 1917—1973 нагр. 1945
- Масьянов, Иван Иванович 1907—1969 нагр. 1946
- Низаев, Абузар Гаязович р. 1914 нагр. 1945
- Пепеляев, Петр Кузьмич 1920—1955 ?
- Подденежный, Григорий Максимович р.1924 нагр. 1945
- Попов, Пётр Дмитриевич р.1924 нагр. 1956
- Поспелов, Пётр Иванович р.1924 нагр. 1946
- Прокопьев, Герман Терентьевич р.1922 нагр. 1945
- Сабитов, Салих Гизатович 1912—1979 нагр. 1945
- Салихов, Шайхелислам Гумерович 1914—1978 нагр. 1945
- Сотников, Михаил Васильевич
- Сулейманов, Валиахмет Гималович р.1924 нагр. 1945
- Султанов, Хатмулла Асылгареевич 1924—1994 нагр. 1945
- Туснолобов, Степан Сергеевич 1918-88 нагр. 1945
- Фахретдинов, Тимирьян Зиганшинович 1919—1995 нагр. 1946
- Харисов, Фаррух Харисович 1918—1945 нагр. 1945
- Хилажев, Мавлет Хилажевич р.1916 нагр. 1994
- Хусаинов, Хурмат Хамзиевич 1920—1995 нагр. 1946
- Хуснутдинов, Ахнаф Галимьянович р.1925 нагр. 1959
- Ширяев, Иван Андреевич 1891—1950 нагр. 1945